# Конрад I (Бавария)
Конрад I, наричан и Куно (на немски: {Konrad I, Kuno von Bayern; * ок. 1020; † 5 декември 1055) от род Ецони, е херцог на Бавария през 1049 – 1053 г. и господар на Цутфен (1033 – 1042).

## Биография
Той е син на Людолф, гувернатор на Браувайлер († 1031), и Матилда от Цутфен. Баща му е син на пфалцграф Ецо от Лотарингия и Матилда (979 – 1025), дъщеря на император Ото II и Теофано Склирина.
Император Хайнрих III поставя Конрад I, който не е баварец, за херцог на Бавария. Той не е акцептиран от баварските благородници.
Конрад се жени за Юдит фон Швайнфурт († 1 март 1104), дъщеря на маркграф Ото фон Швайнфурт, херцог на Швабия, и изгражда могъщността си в Бавария. През 1053 г. Конрад е свален, негов наследник става императорският син, по-късният император Хайнрих IV. Конрад не приема детронацията и бяга при крал Андраш I от Унгария, който го приема. От Унгария той предприема множество грабежни походи в Херцогство Каринтия и в баварския Остмарк (Marchia orientalis).
През 1055 г. Конрад ръководи заговор против император Хайнрих III, в който участват също херцог Велф III от Каринтия и Арибоните. Обаче Конрад и Велф III умират неочаквано през 1055 г. преди да извършат заговора. Неговата сестра Аделхайд го наследява.